# Tríada luminosa

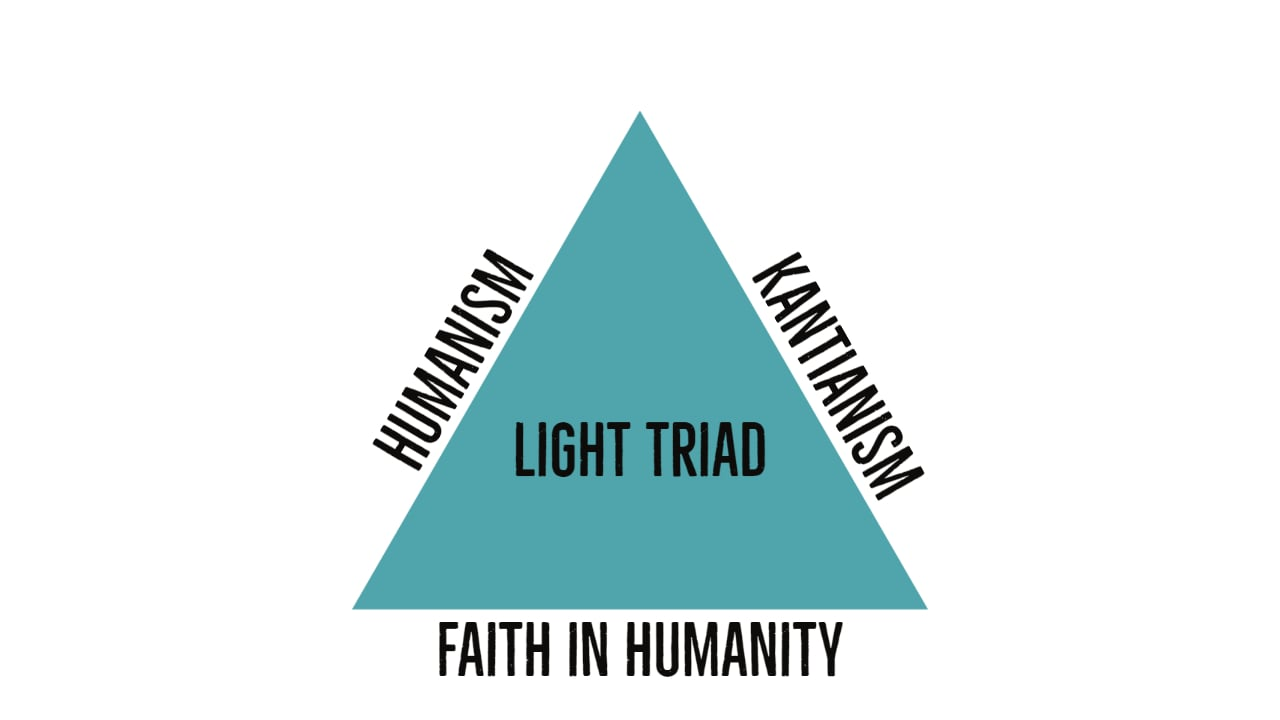
Ilustración de la tríada luminosa

En psicología, la escala de la tríada luminosa cuantifica los rasgos de personalidad de la empatía, la compasión y el altruismo. La idea fue sugerida por primera vez por Laura Johnson en su tesis de maestría de 2018. La tríada luminosa comprende la fe en la humanidad, el humanismo y el kantismo, que corresponden a las siguientes afirmaciones:
- «Creo que la mayoría de la gente es buena»
- «Disfruto escuchando a personas de todos los ámbitos de la vida» (los seres humanos de todos los orígenes merecen respeto y aprecio)
- «Cuando hablo con la gente, rara vez pienso en lo que quiero de ellos» (de acuerdo con la máxima kantiana «trata a los demás como fines y no como medios»).[3]

Debe tenerse en cuenta que las palabras "humanismo" y "kantismo" se emplean en el párrafo anterior en acepciones muy restringidas y diferentes de las habituales. La Real Academia Española recoge 5 acepciones de "humanismo". La empleada en el párrafo anterior sería «doctrina o actitud vital basada en una concepción integradora de los valores humanos». Por su parte, recoge una sola acepción para "kantismo"ː «sistema filosófico creado por Immanuel Kant a fines del siglo XVIII, que se funda en la crítica de la sensibilidad, del entendimiento y de la razón». Obviamente una persona que presente rasgos acentuados de la tríada luminosa no tiene por qué conocer la filosofía de Kant. La Wikipedia añade en Kantismoː «a veces también se utiliza para describir posiciones contemporáneas en filosofía de la mente». Esta acepción se aproximaría más a la utilizada en el párrafo anterior. La RAE admite "kantismo", pero no "kantianismo", que se utiliza relativamente poco (5 610 resultados en Google el 20 de agosto de 2025 por 81 800 de "kantismo").
La tríada luminosa se inspiró en la tríada oscura, más consolidada, que evalúa la personalidad y los pensamientos negativos. Se esperaba que la tríada luminosa presentara una alta anticorrelación (alrededor de -0,9) con la tríada oscura. Es decir, lo esperable sería que una persona que obtuviera una puntuación alta en la tríada luminosa puntuara bajo en la tríada oscura, y viceversa. Sin embargo, los investigadores descubrieron que las 2 escalas presentaban una anticorrelación solo moderada, con un valor de -0,48, lo que demuestra que no son simplemente opuestas.